# Torre d'en Doménec
Torre d'en Doménec är en kommun i Spanien.   Den ligger i provinsen Província de Castelló och regionen Valencia, i den östra delen av landet, 300 km öster om huvudstaden Madrid. Antalet invånare är 241. Arean är 3,2 kvadratkilometer. Torre d'en Doménec gränsar till Vilanova d'Alcolea.
Terrängen i Torre d'en Doménec är platt.